# 니콜라이 페샬로브
니콜라이 페샬로브(크로아티아어: Nikolaj Pešalov, 1970년 5월 30일~) 혹은 니콜라이 슬라베프 페샬로프(불가리아어: Николай Славев Пешалов)는 불가리아 태생 크로아티아의 역도 선수이다. 올림픽에서 금메달 1개, 은메달 1개, 동메달 2개를 획득했으며, 선수 경력 동안 세계 기록을 5번 갱신했다.
1992년과 1996년 올림픽에서는 불가리아를, 2000년과 2004년 올림픽에서는 크로아티아를 대표하여 출전하였다. 2000년 하계 올림픽에서 금메달을 획득했다.